# 837 Schwarzschilda
837 Schwarzschilda
837 Schwarzschilda là một tiểu hành tinh ở vành đai chính. Nó được Max Wolf phát hiện ngày 23.9.1916 ở Heidelberg, và được đặt theo tên Karl Schwarzschild, nhà thiên văn học người Đức, mới từ trần hồi tháng 5 năm 1916.